# Дресинг
Дресингът е сос за салата, който се добавя, за да обогати вкуса на основните съставки. Разпространени видове са винегрет (оцет и растителна мазнина – олио/зехтин) и майонезените. Добавят се и подправки, лук, чесън, горчица, сол и захар. В зависимост от желания вкус се използва ябълков или винен оцет, който за постигане на „по-лек" вкус може да бъде заменен с лимонов сок.
В българската национална кухня не се използват предварително приготвени дресинги, но салатите се подправят с олио, оцет и сол, поставени отделно на масата. Счита се, че сместа от оцет и растително масло е била известна още на древните египтяни.
По-известни салатни дресинги:
- Майонезени
  - Луис
  - Ранч
  - Руски сос
  - Хиляда острова
- Винегрет
  - Френски дресинг